# Reijo Haaparanta
Reijo Tapani Haaparanta (* 25. srpna 1958 Kauhajoki, Finsko) je bývalý finský zápasník, startující v obou stylech. V roce 1980 v Moskvě vybojoval v zápase řecko-římském ve váhové kategorii do 48 kg páté místo. V roce 1980 byl osmý a v roce 1981 čtvrtý na mistrovství Evropy. Jedenáctkrát vybojoval medaili na Mistrovství severských zemí, z toho pětkrát zlatou, čtyřikrát stříbrnou a dvakrát bronzovou. Šestkrát vybojoval národní titul. V roce 1979 a 1980 v kategorii do 48 kg, v letech 1983, 1985, 1986 a 1987 v kategorii do 52 kg.